# Dansvliegen
De dansvliegen (Empididae) zijn een familie uit de onderorde van de vliegen die leven van andere vliegen. Wereldwijd zijn ongeveer 2500 soorten bekend. In Nederland en België zijn meer dan 200 soorten bekend. Het geslacht evenals de familie danken hun naam aan het feit dat de vliegen in zwermen zigzaggend en in bochten vliegen. De mannetjes hebben dan een dode vlieg bij zich, die ze aan de vrouwtjes geven, waarna de paring volgt.

## Kenmerken
De meeste dansvliegen zijn zeer klein en vaak onopvallend, bruin gekleurd. De kop is rondachtig, waarbij de mannetjes zeer vaak vergrote samengestelde ogen hebben. De steeksnuit is bij enkele soorten opvallend lang en dient voor het steken en leegzuigen van andere insecten. De poten van de vliegen zijn relatief lang, waarbij een paar poten dikwijls omgevormd zijn tot een vangpoot met op de dijen doornen en met gekromde schenen, zo ongeveer als bij soorten van het geslacht Chelifera.

## Levenswijze
De dansvliegen voeden zich met andere insecten, die ze in de vlucht pakken en aansteken. Ook insecten groter dan de dansvlieg zelf worden aangevallen, terwijl kannibalisme ook voorkomt. De vertegenwoordigers van de onderfamilie Empidinae zijn geëvolueerd tot bloembezoekers, waarbij alleen de larven zich nog voeden met andere insecten en de volwassen insecten alleen tijdens de paring. De sterk verlengde snuit bij de soorten van de geslachten Empis en Rhamphomyia hebben zich ontwikkeld tot zuigsnuit (proboscis).

## Voortplanting

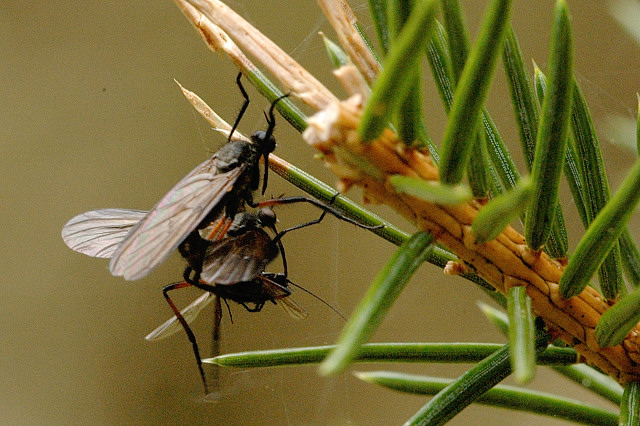
Paring van Empis bistortae

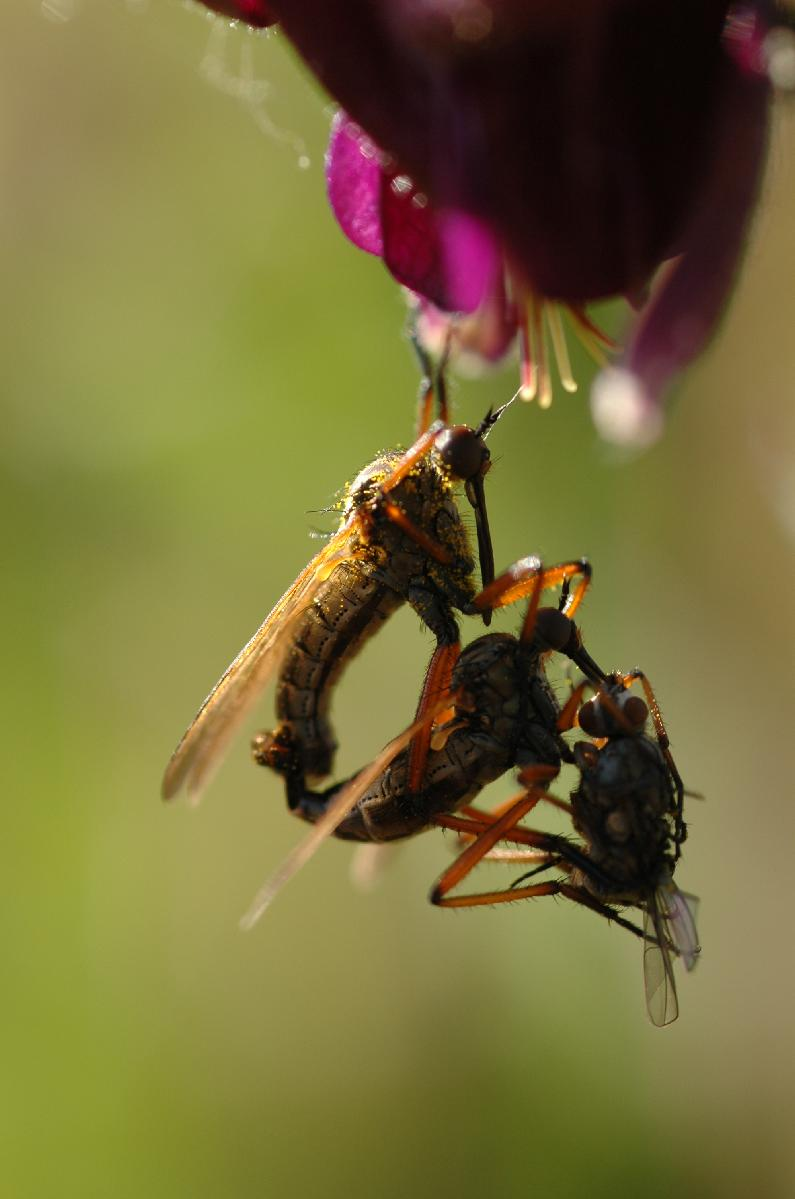
Paring met aanbieding van prooi

Bij vele soorten worden kleine zwermen gevormd, die wel dansgroepen genoemd worden. Een vlieg in deze zwerm vliegt zigzaggend en in bochten door de zwerm, waarbij de wind een belangrijk rol speelt. Een zwerm bestaat uit alleen mannetjes of alleen vrouwtjes en worden door vertegenwoordigers van het andere geslacht bevlogen. Deze zwermen komen vooral voor bij de soorten van de geslachten Empis, Rhamphomyia en Hilara.
De benadering van een vrouwtje door een mannetje gebeurt meestal vanonderen. Bij enkele soorten wrijven de beide partners de voeten tegen elkaar. Ook komt het veel voor dat het mannetje een prooi aan het vrouwtje geeft, waarna de paring volgt, terwijl het vrouwtje de prooi leegzuigt. Bij vele Hilara-soorten is het geschenk met spindraden omhult, die met de spinklieren in het verbrede pootlid geproduceerd worden. Mannetjes van de soort Empis opaca nemen het geschenk soms na de paring weer mee om het aan een ander vrouwtje aan te bieden. De paring vindt zittend dan wel hangend plaats.
De mannetjes van de soort Hilara sartor houden bij de dans een draadsluier met de poten vast, die duidelijk als optisch signaal de vrouwtjes lokt. Terwijl het vrouwtje onder het mannetje doorvliegt laat het mannetje zich op het vrouwtje vallen, waarna de paring al vliegend plaatsvindt en de sluier naar beneden valt.

## Ontwikkeling van de larve
De larven van de dansvliegen zijn ook jagers en voeden zich met verschillende insecten. Voor de ademhaling is het tracheeënsysteem alleen van voren en van achteren geopend (amfipneustisch). Ze leven gedeeltelijk in het water of in overstroomde gronden, maar meestal in de grond, waarin ook de verpopping plaatsvindt.

## Taxonomie
De familie kent de volgende onderverdeling:
- Onderfamilie Clinocerinae
- Onderfamilie Empidinae
  - Tribus Empidini
  - Tribus Hilarini
- Onderfamilie Hemerodromiinae
  - Tribus Chelipodini
  - Tribus Hemerodromiini
- Incertae sedis
  - (Ragas groep, Brochella, Philetus, Hesperempis groep)

## In Nederland waargenomen soorten
- Genus: Chelifera
  - Chelifera angusta
  - Chelifera flavella
  - Chelifera precabunda
  - Chelifera precatoria
  - Chelifera stigmatica
  - Chelifera subangusta
  - Chelifera trapezina
- Genus: Chelipoda
  - Chelipoda albiseta
  - Chelipoda vocatoria
- Genus: Clinocera
  - Clinocera stagnalis
- Genus: Dolichocephala
  - Dolichocephala guttata
  - Dolichocephala irrorata
  - Dolichocephala oblongoguttata
  - Dolichocephala ocellata
- Genus: Drapetis
  - Drapetis arcuata
- Genus: Dryodromia
  - Dryodromia testacea
- Genus: Empis
  - Empis abbrevinervis
  - Empis acinerea
  - Empis aemula - (Gestekelde eenstreepdansvlieg)
  - Empis aestiva
  - Empis albinervis
  - Empis albopilosa
  - Empis bicuspidata
  - Empis bistortae - (Bergdansvlieg)
  - Empis borealis - (Wilgendansvlieg)
  - Empis caudatula
  - Empis chioptera
  - Empis ciliata - (Zwarte dansvlieg)
  - Empis confusa - (Zuidelijke vleugelvlekdansvlieg)
  - Empis dasyprocta
  - Empis decora - (Gekraagde dansvlieg)
  - Empis digramma - (Tweestreepdansvlieg)
  - Empis femorata - (Klompdansvlieg)
  - Empis genualis - (Kniedansvlieg)
  - Empis gooti
  - Empis grisea - (Zevenbladdansvlieg)
  - Empis hyalipennis
  - Empis impennis
  - Empis laminata
  - Empis lepidopus - (Kleibosdansvlieg)
  - Empis levis
  - Empis livida - (Akkerdisteldansvlieg)
  - Empis lutea - (Gele dansvlieg)
  - Empis melanotricha
  - Empis nigricans - (Grijze dansvlieg)
  - Empis nigripes
  - Empis nigritarsis - (Zwartvoetdansvlieg)
  - Empis nitida - (Oostelijke dansvlieg)
  - Empis nuntia
  - Empis opaca - (Zilvervlekdansvlieg)
  - Empis pennipes
  - Empis picipes - (Lijsterbesdansvlieg)
  - Empis pilimana
  - Empis planetica
  - Empis praevia
  - Empis prodromus
  - Empis punctata - (Donkere driestreepdansvlieg)
  - Empis rufiventris - (Roodgrijze dansvlieg)
  - Empis scutellata - (Limburgse eenstreepdansvlieg)
  - Empis sericans - (Wipvorkdansvlieg)
  - Empis serotina - (Heidedansvlieg)
  - Empis stercorea - (Eenstreepdansvlieg)
  - Empis syrovatkai
  - Empis tanysphyra
  - Empis tessellata - (Grote dansvlieg)
  - Empis testacea
  - Empis trigramma - (Lichte driestreepsdansvlieg)
  - Empis variegata - (Vleugelvlekdansvlieg)
  - Empis vitripennis
  - Empis woodi
- Genus: Gloma
  - Gloma fuscipennis
- Genus: Heleodromia
  - Heleodromia immaculata
- Genus: Hemerodromia
  - Hemerodromia beatica
  - Hemerodromia oratoria
  - Hemerodromia raptoria
  - Hemerodromia unilineata
- Genus: Hilara
  - Hilara aartseni
  - Hilara albipennis
  - Hilara albitarsis
  - Hilara anglodanica
  - Hilara angustifrons
  - Hilara apta
  - Hilara beckeri
  - Hilara biseta
  - Hilara brevistyla
  - Hilara brevivittata
  - Hilara canescens
  - Hilara cantabrica
  - Hilara chorica
  - Hilara cilipes
  - Hilara clypeata
  - Hilara cornicula
  - Hilara curtisi
  - Hilara discalis
  - Hilara discoidalis
  - Hilara diversipes
  - Hilara flavipes
  - Hilara fuscipes
  - Hilara gallica
  - Hilara gooti
  - Hilara griseifrons
  - Hilara griseola
  - Hilara hirtipes
  - Hilara interstincta
  - Hilara lasiochira
  - Hilara litorea
  - Hilara longivittata
  - Hilara lugubris
  - Hilara lundbecki
  - Hilara lurida
  - Hilara macquarti
  - Hilara manicata
  - Hilara maura
  - Hilara medeteriformis
  - Hilara media
  - Hilara monedula
  - Hilara nigrina
  - Hilara nigrocincta
  - Hilara nitidorella
  - Hilara nitidula
  - Hilara obscura
  - Hilara pilipes
  - Hilara pilosa
  - Hilara primula
  - Hilara pseudochorica
  - Hilara pseudocornicula
  - Hilara pseudosartrix
  - Hilara quadrifasciata
  - Hilara quadrivittata
  - Hilara recedens
  - Hilara rejecta
  - Hilara sturmii
  - Hilara tenella
  - Hilara thoracica
  - Hilara veltmani
  - Hilara woodiella
- Genus: Kowarzia
  - Kowarzia bipunctata
- Genus: Phyllodromia
  - Phyllodromia melanocephala
- Genus: Ragas
  - Ragas unica
- Genus: Rhamphomyia
  - Rhamphomyia aethiops
  - Rhamphomyia albipennis
  - Rhamphomyia albohirta
  - Rhamphomyia albosegmentata
  - Rhamphomyia anomalipennis
  - Rhamphomyia argentata
  - Rhamphomyia atra
  - Rhamphomyia barbata
  - Rhamphomyia caesia
  - Rhamphomyia caliginosa
  - Rhamphomyia cinerascens
  - Rhamphomyia crassirostris
  - Rhamphomyia curvula
  - Rhamphomyia erythrophthalma
  - Rhamphomyia eupterota
  - Rhamphomyia flava
  - Rhamphomyia fuscula
  - Rhamphomyia geniculata
  - Rhamphomyia gibba
  - Rhamphomyia griseola
  - Rhamphomyia laevipes
  - Rhamphomyia lamellata
  - Rhamphomyia longipes
  - Rhamphomyia maculipennis
  - Rhamphomyia marginata
  - Rhamphomyia micropyga
  - Rhamphomyia nigripennis
  - Rhamphomyia obscura
  - Rhamphomyia obscuripennis
  - Rhamphomyia physoprocta
  - Rhamphomyia pilifer
  - Rhamphomyia plumipes
  - Rhamphomyia poissoni
  - Rhamphomyia simplex
  - Rhamphomyia spinipes
  - Rhamphomyia stigmosa
  - Rhamphomyia sulcata
  - Rhamphomyia sulcatella
  - Rhamphomyia tarsata
  - Rhamphomyia tibiella
  - Rhamphomyia trigemina
  - Rhamphomyia umbripennis
  - Rhamphomyia unguiculata
  - Rhamphomyia variabilis
- Genus: Trichopeza
  - Trichopeza longicornis
- Genus: Wiedemannia
  - Wiedemannia bistigma
  - Wiedemannia lamellata

## Fotogalerij

Hilara + onbekend
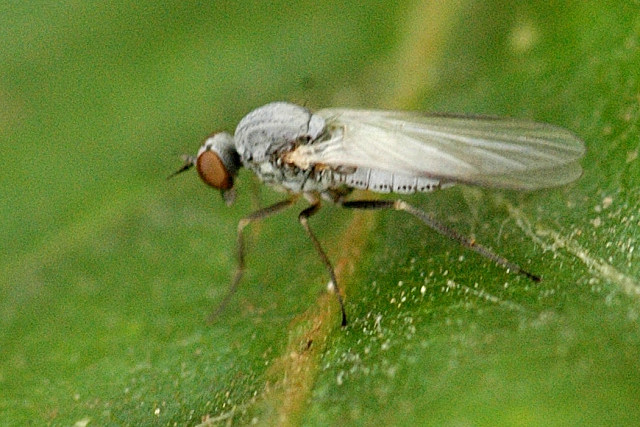
Hilara litorea
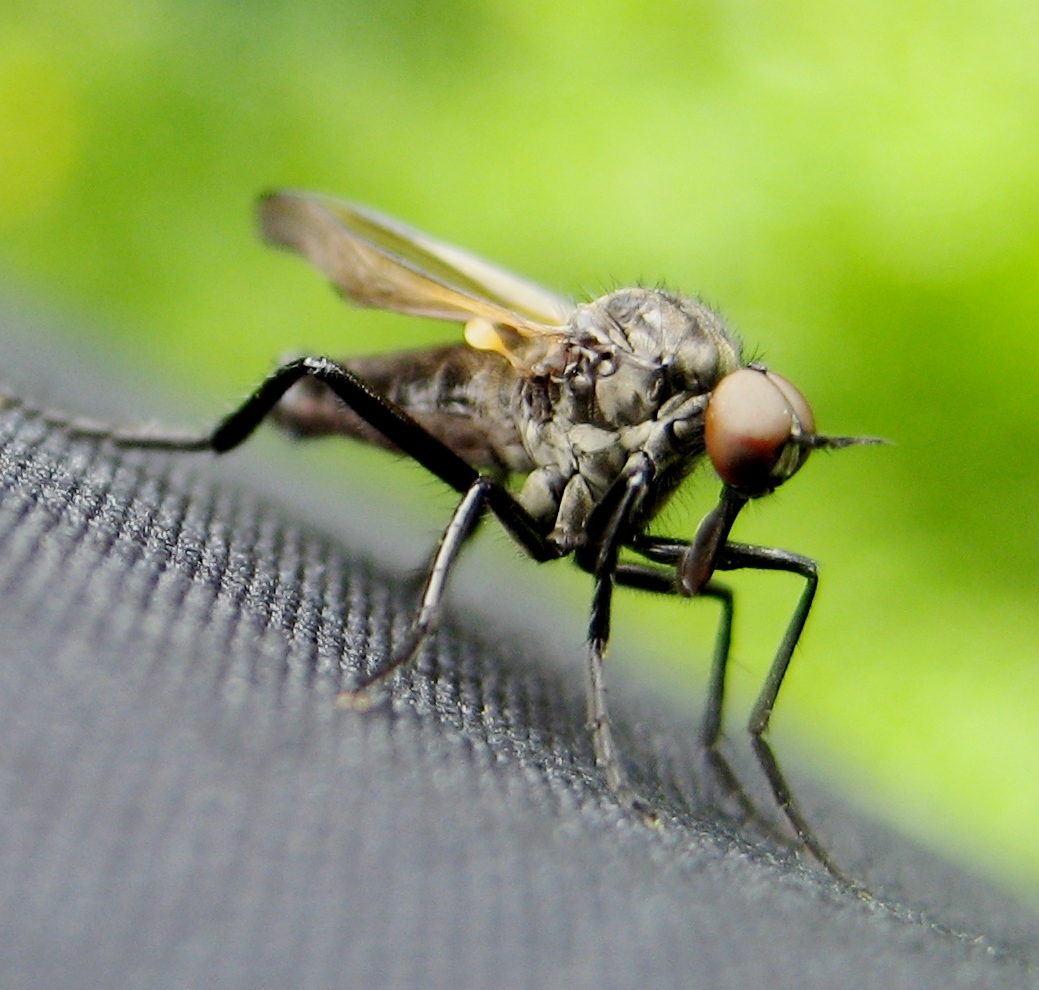
Empididae sp.

Empis
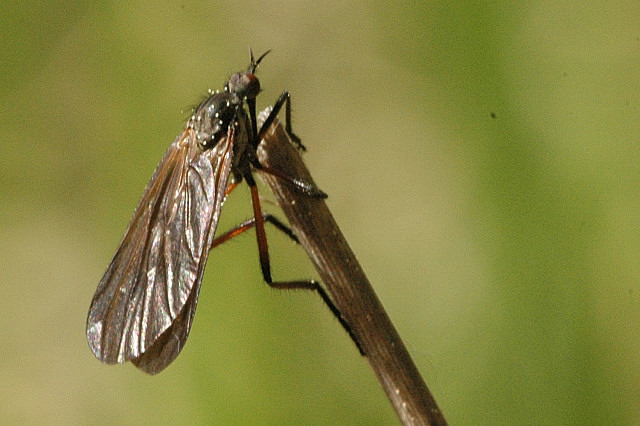
Empis borealis
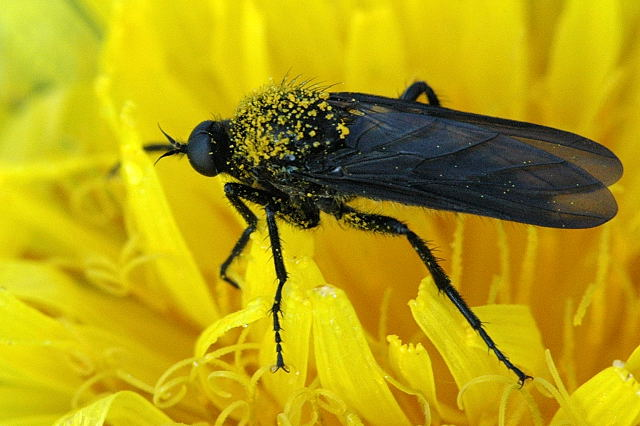
Empis ciliata
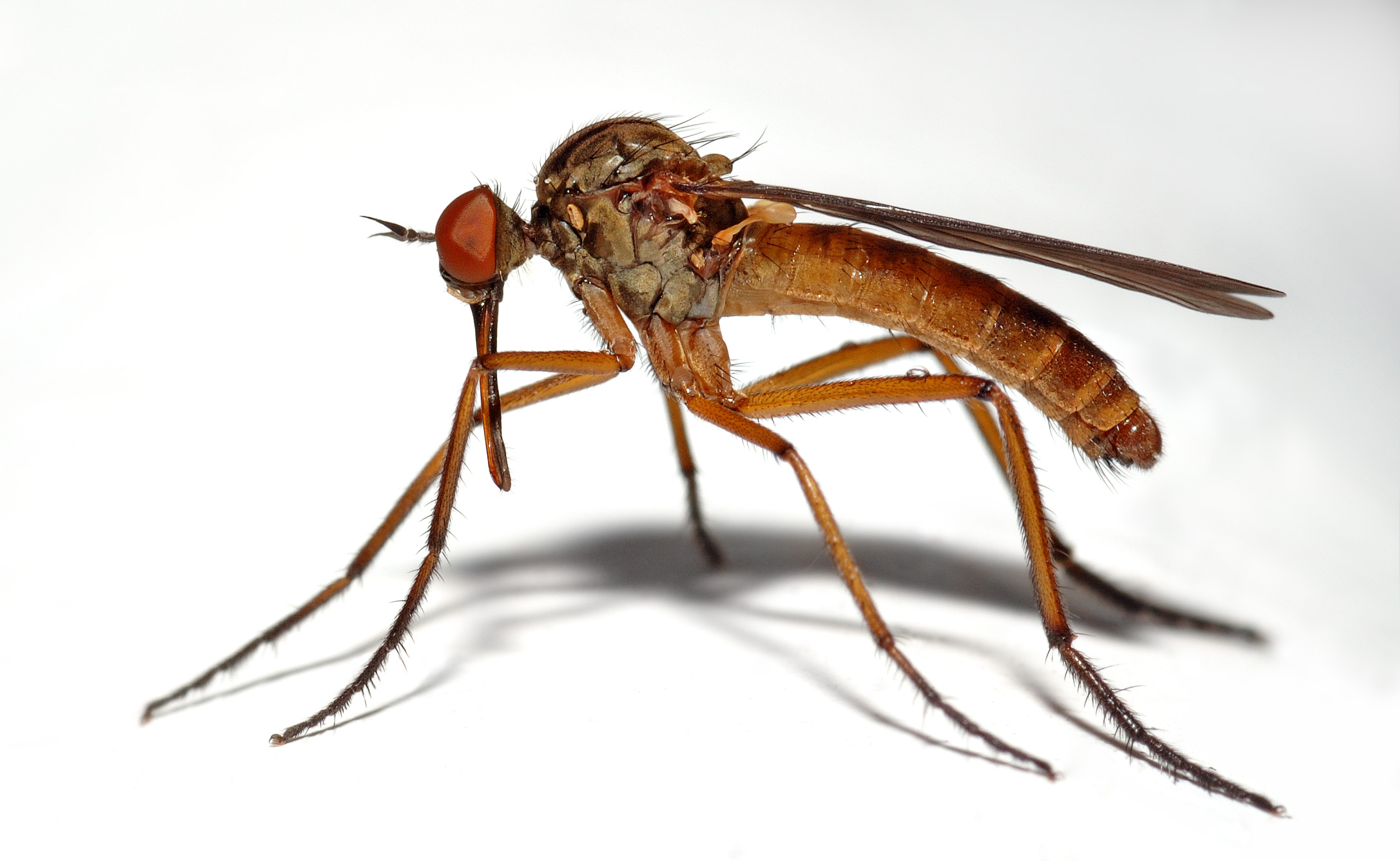
Empis livida
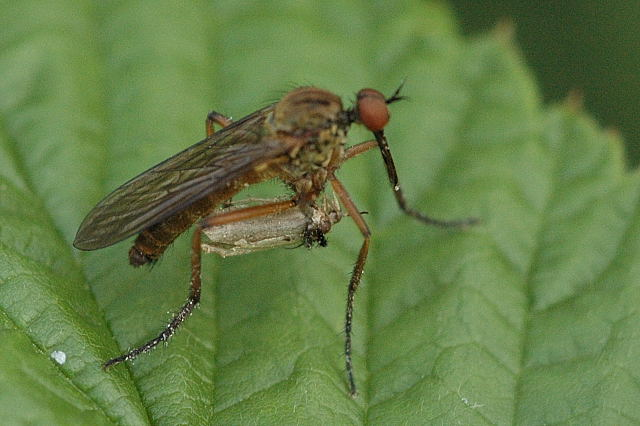
Empis livida met prooi
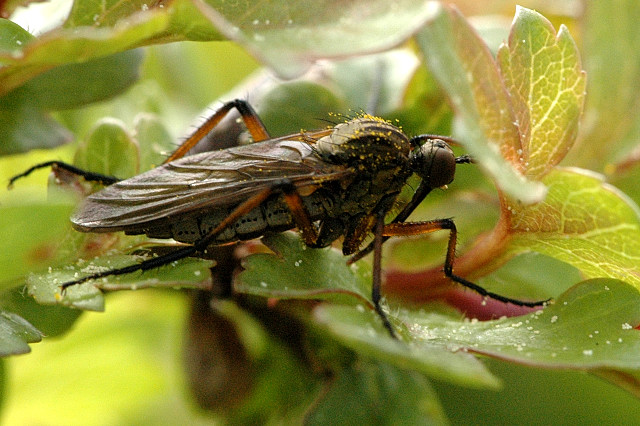
Empis opaca
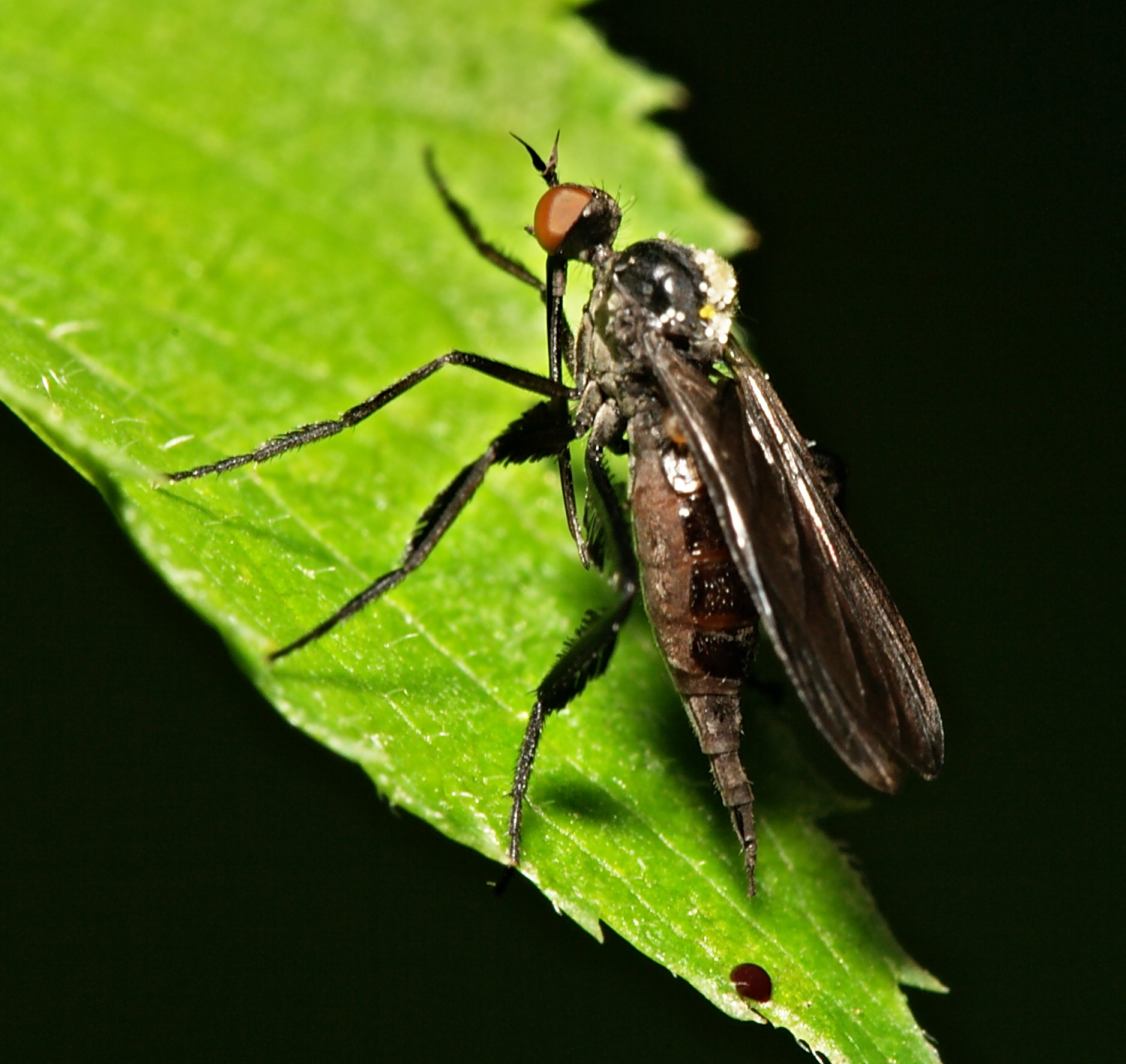
Empis pennipes
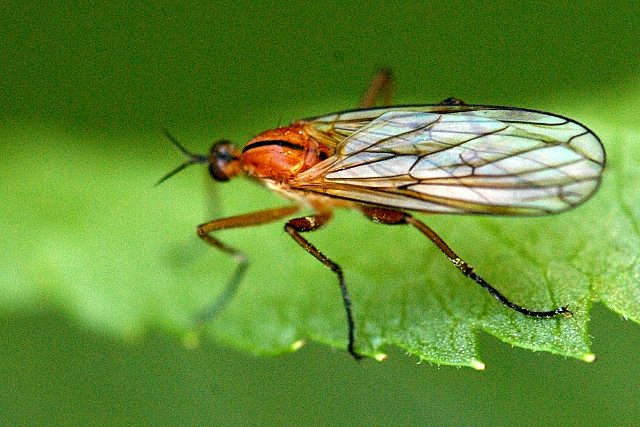
Empis stercorea
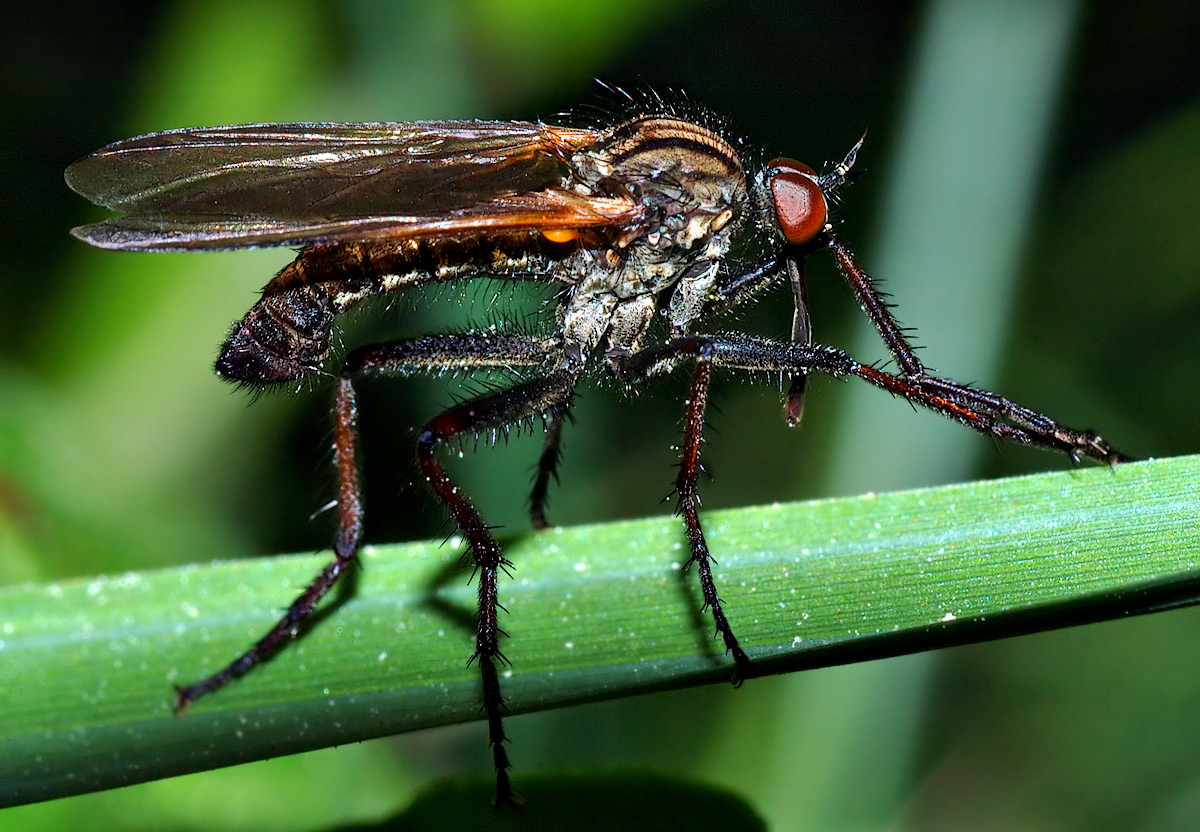
Empis tessellata
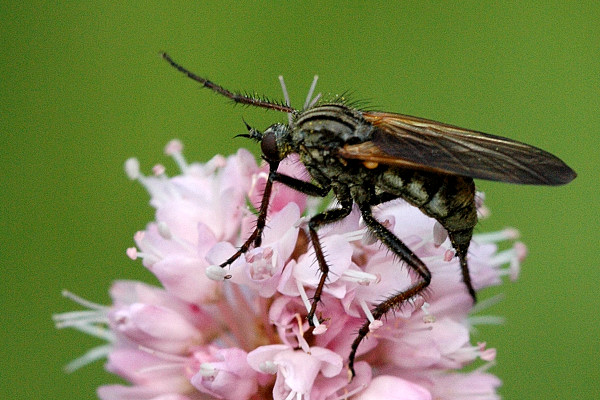
Empis variegata

Rhamphomyia
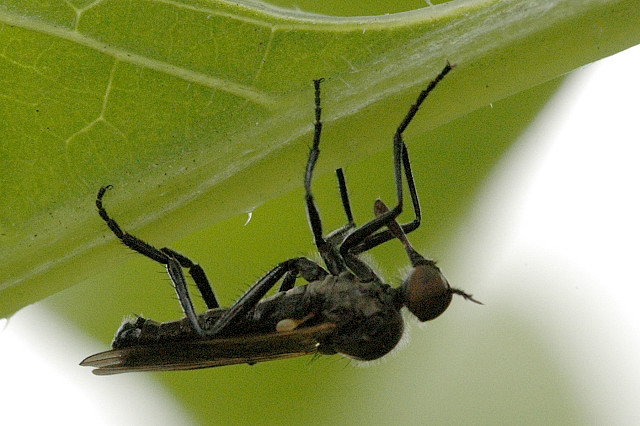
Rhamphomyia crassirostris
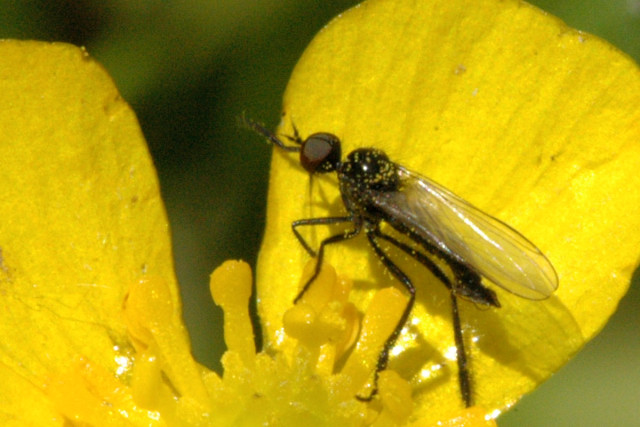
Rhamphomyia lamellata
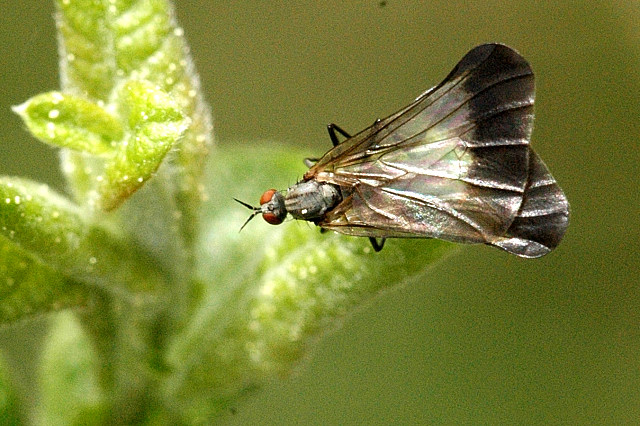
Rhamphomyia marginata
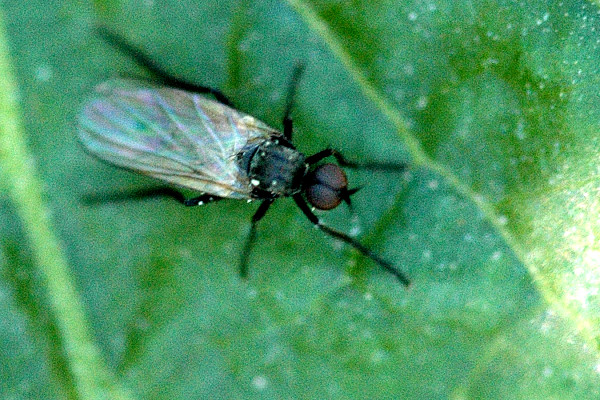
Rhamphomyia sulcata